# Lichnochromis acuticeps
Lichnochromis acuticeps är en fiskart som beskrevs av Trewavas, 1935. Lichnochromis acuticeps ingår i släktet Lichnochromis och familjen Cichlidae. IUCN kategoriserar arten globalt som livskraftig. Inga underarter finns listade i Catalogue of Life.